# Jožef Zabukovšek
Jožef Zabukovšek (tudi Sabukosek), slovenski rimskokatoliški duhovnik, in nabožni pisatelj, * 19. marec 1804, Polje pri Bistrici, † 2. april 1870, Bizeljsko.

## Življenje in delo
Rodil se je očetu kmetu Matjažu in materi Urši (rojeni Kunej). Šolal se je dokaj neredno, gimnazijo je obiskoval v Zagrebu (1817–1820), filozofijo (1826–1828) in bogoslovje pa Celovcu (1828–1832). Kaplan je bil v Šentrupertu nad Laškim (1832), nato v Dobrni (do 1835), v Šmartnem pri Slov. Gradcu (1835) in Šmihelu pri Pliberku (nem. St. Michael ob Bleiburg) na Koroškem (1836). V letih 1837–1839 je bil provizor na Ravnah na Koroškem, kurat na Vrhu nad Laškim (1839–1849) in 1849–1870 župnik na Bizeljskem.
Zabukovšek, ki je pripadal Slomškovemu krogu, se je zavzemal za nedeljske šole in za pouk v slovenščini. Bil je dopisnik v lista Drobtinice in Novice, napisal (priredil) molitvenike Zgodna Danica (1841), Sveti križ (1843, ki ni istoveten s Slomškovim prvencem, 1836), Vertnar sveti (1844) in Pobožnost sv. Jožefa (1846) ter vzgojno knjigo Naukapolne pripovesti za slovensko mladost (1841).